# 1920年东普鲁士公投

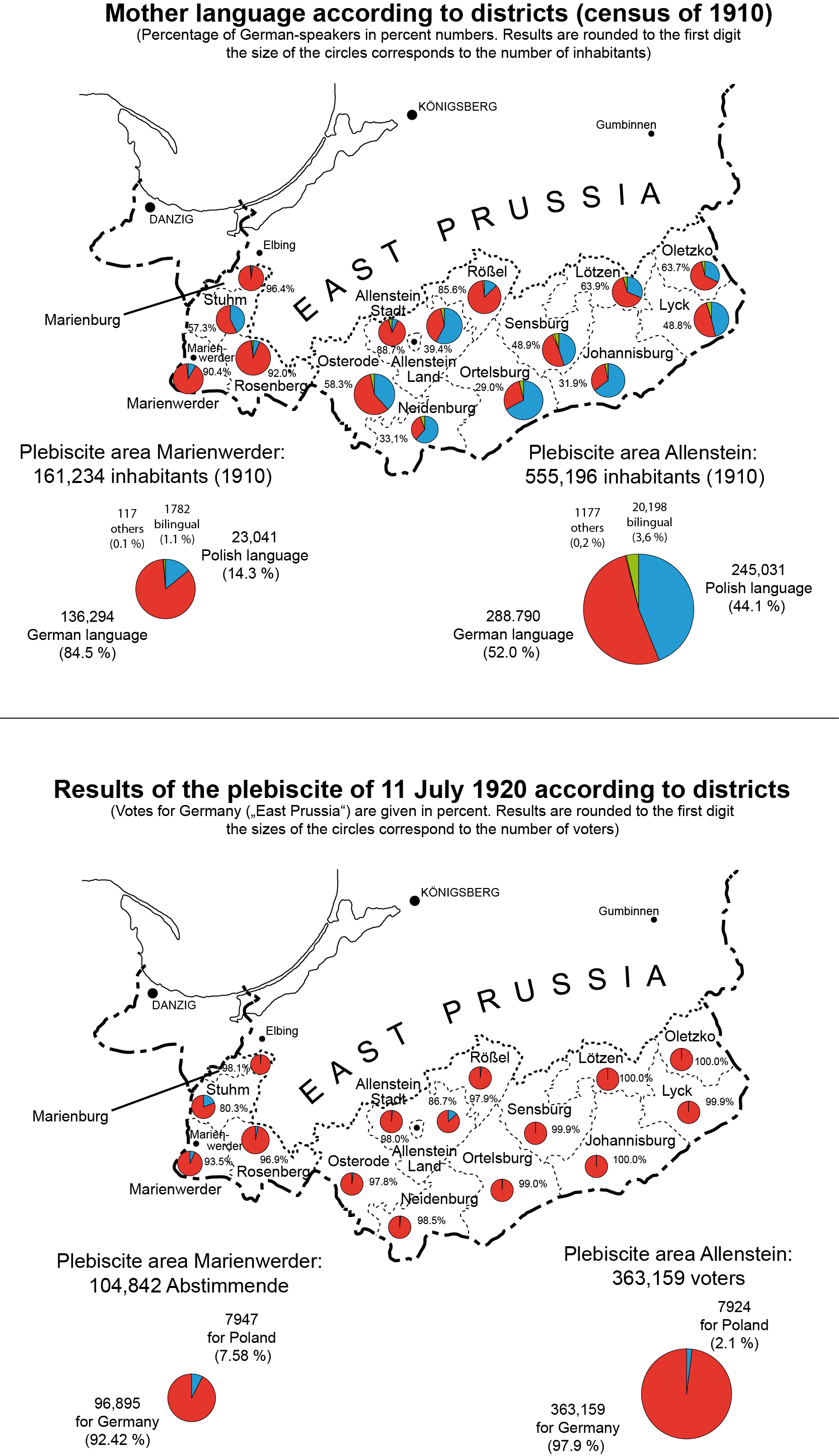

東普魯士公民投票（德語：Abstimmung in Ostpreußen），也稱為東西普魯士公民投票（德語：Volksabstimmungen in Teilen Ost- und Westpreußens）阿倫施泰因和馬林韋德公民投票或瓦爾米亞、馬祖里亞和鮑斯勒公民投票（波蘭語：Plebiscytna Warmii, Mazurach i Powiślu)，是為南部瓦爾米亞、馬祖里亞和鮑斯勒地區的自決而進行的公民投票，這些地區曾位於東普魯士政府地區的阿倫施泰因和根據《凡爾賽條約》第94至97條，西普魯士馬林韋德地區。公民投票於1920年初準備，於1920年7月11日舉行，由德國當局進行，正式受盟軍控制。
根據理查德·K·德博（RichardK.Debo）的說法，德國和波蘭政府都認為，公民投票的結果是由正在進行的波蘭-布爾什維克戰爭決定的，這場戰爭威脅到新成立的波蘭國家本身和波蘭眾多波蘭人的生存。該地區投票支持德國，因為擔心如果該地區加入波蘭，它將很快落入蘇聯統治之下。在公民投票期間，紅軍每天都靠近華沙，並對平民犯下罪行。
根據幾位波蘭消息人士的說法，德國人對波蘭活動家及其馬祖爾人的支持者進行了大規模迫害，甚至定期進行逮捕和謀殺以影響投票。公民投票的組織也受到了英國的影響，英國隨後出於擔心法國在戰後歐洲的實力增強而支持德國。
德國進行的公民投票報告稱，大多數選民選擇了東普魯士而不是波蘭（阿倫施泰因公民投票區超過97%，馬林韋德公民投票區超過92%）。大部分有爭議的領土仍然在普魯士自由邦，因此保留在德國。